# Carallia garciniifolia
Carallia garciniifolia là một loài thực vật có hoa trong họ Rhizophoraceae. Loài này được F.C.How & F.C.Ho mô tả khoa học đầu tiên năm 1953.